# Pseudodera leigongshanensis
Pseudodera leigongshanensis es una especie de insecto coleóptero de la familia Chrysomelidae. Fue descrita científicamente en 1993 por Yu in Wang & Yu.